# Жангір-хан (казахський хан)
Салкам Жангір-хан (каз. Салқам Жәңгір-хан; 1610−1652) — казахський правитель, хан Казахського ханства від 1643 до 1652 року.

## Життєпис
Був сином Єсім-хана. Прийшов до влади після смерті свого брата, Жанібека. Його правління врятувало Казахське ханство від падіння. Однак через міжусобну боротьбу Жангір був змушений постійно доводити своє успадковане право на владу.
Відповідно до багатьох історичних джерел, Жангір підтримував союзницькі відносини з могульськими правителями, закладені ще його батьком. Активну роль в реалізації зовнішньої політики відігравав його син Тауке. Останній мав дружні стосунки з володарем Самарканда Жалантосом Багадуром. Їхній союз став реакцією у відповідь на створення коаліції для наступу на Семиріччя.
1652 року під час походу хошутського Очірту-Цецен-хана до казахських улусів, Жангір-хан був убитий сином останнього, Галдамою нойоном.